# Woodstock (Géorgie)
Pour les articles homonymes, voir Woodstock.
Woodstock est une ville américaine située dans le comté de Cherokee, en Géorgie. En 2010, sa population était de 23 896 habitants.

## Démographie
| 1880 | 1900 | 1910 | 1920 | 1930 | 1940 |
| ---- | ---- | ---- | ---- | ---- | ---- |
| 92   | 276  | 442  | 415  | 421  | 389  |

| 1950 | 1960 | 1970 | 1980  | 1990  | 2000   |
| ---- | ---- | ---- | ----- | ----- | ------ |
| 545  | 726  | 870  | 2 699 | 4 361 | 10 050 |

| 2010   | - | - | - | - | - |
| ------ | - | - | - | - | - |
| 23 896 | - | - | - | - | - |

## Source de la traduction
- (en) Cet article est partiellement ou en totalité issu de l’article de Wikipédia en anglais intitulé « Woodstock, Georgia » (voir la liste des auteurs).